# 広幡村 (岐阜県)
広幡村（ひろはたむら）は、かつて岐阜県養老郡に存在した村である。
現在の養老郡養老町の北部であり、金草川（牧田川支流）沿いの村である。村名は、広幡神社に由来する。

## 歴史
- 江戸時代末期、この地域は美濃国多芸郡であり、大垣藩領、今尾藩領、犬山藩領、天領、などであった。
- 1897年（明治30年）4月1日[1] - 郡制に基づき多芸郡の一部と上石津郡が合併し、養老郡となる。
- 1898年（明治30年）4月1日 - 口ヶ島村、飯之木村、大跡村、西岩道村、岩道村が合併し発足。
- 1954年（昭和29年）11月3日 - 高田町、養老村、上多度村、池辺村、笠郷村、小畑村、多芸村、日吉村、合原村の一部と合併し養老町が発足。同日広幡村廃止。

## 学校
- 広幡村立広幡小学校（現・養老町立広幡小学校）
- 広幡村立広幡中学校（1980年に統合され、現・養老町立東部中学校）